# Eurytoma spina
Eurytoma spina är en stekelart som beskrevs av Bugbee 1951. Eurytoma spina ingår i släktet Eurytoma och familjen kragglanssteklar. Inga underarter finns listade i Catalogue of Life.